# Petersbergbahn
| Ehemaliger Lokschuppen (Rückseite) der Petersbergbahn (2013) |                     |                                    |                                    |
| Streckenlänge: | 1,75 km             |                                    |                                    |
| Spurweite: | 1000 mm (Meterspur) |                                    |                                    |
| Maximale Neigung: | 260 ‰               |                                    |                                    |
| Zahnstangensystem: | Riggenbach          |                                    |                                    |
| |                     |                                    |                                    |
| \| \| 1,350 \| Petersberg (bis 1919) \| 331 m \| \| \| 1,750 \| Petersberg (ab 1920) \| 331 m \| \| \| 1,600 \| Straße „Petersberg“ \| Straße „Petersberg“ \| \| \| \| Ausweiche \| \| \| \| 0,800 \| Wartungspunkt „Am Dömchen“ \| Wartungspunkt „Am Dömchen“ \| \| \| 0,500 \| Mirbesbach \| 81 m \| \| \| 0,000 \| Königswinter Talbahnhof (bis 1919) \| 60 m \| \| \| 0,100 \| zum Lokschuppen \| zum Lokschuppen \| \| \| \| Rechte Rheinstrecke von Köln \| \| \| \| 0,000 \| Königswinter Talbahnhof (ab 1920) \| 60 m \| \| \| \| Rechte Rheinstrecke nach Wiesbaden \| \| |                     |                                    |                                    |
| Haltepunkt / Haltestelle Streckenanfang (Strecke außer Betrieb) | 1,350               | Petersberg (bis 1919)              | 331 m                              |
| Haltepunkt / Haltestelle (Strecke außer Betrieb) | 1,750               | Petersberg (ab 1920)               | 331 m                              |
| Strecke mit Straßenbrücke (Strecke außer Betrieb) | 1,600               | Straße „Petersberg“                | Straße „Petersberg“                |
| Dienststation / Betriebs- oder Güterbahnhof (Strecke außer Betrieb) |                     | Ausweiche                          | Ausweiche                          |
| Dienststation / Betriebs- oder Güterbahnhof (Strecke außer Betrieb) | 0,800               | Wartungspunkt „Am Dömchen“         | Wartungspunkt „Am Dömchen“         |
| Brücke über Wasserlauf (Strecke außer Betrieb) | 0,500               | Mirbesbach                         | 81 m                               |
| Bahnhof (Strecke außer Betrieb) | 0,000               | Königswinter Talbahnhof (bis 1919) | 60 m                               |
| Abzweig geradeaus und nach links (Strecke außer Betrieb) | 0,100               | zum Lokschuppen                    | zum Lokschuppen                    |
| Strecke von rechts · Strecke (außer Betrieb) |                     | Rechte Rheinstrecke von Köln       | Rechte Rheinstrecke von Köln       |
| Bahnhof · Kopfbahnhof Streckenende (Strecke außer Betrieb) | 0,000               | Königswinter Talbahnhof (ab 1920)  | 60 m                               |
| Strecke |                     | Rechte Rheinstrecke nach Wiesbaden | Rechte Rheinstrecke nach Wiesbaden |

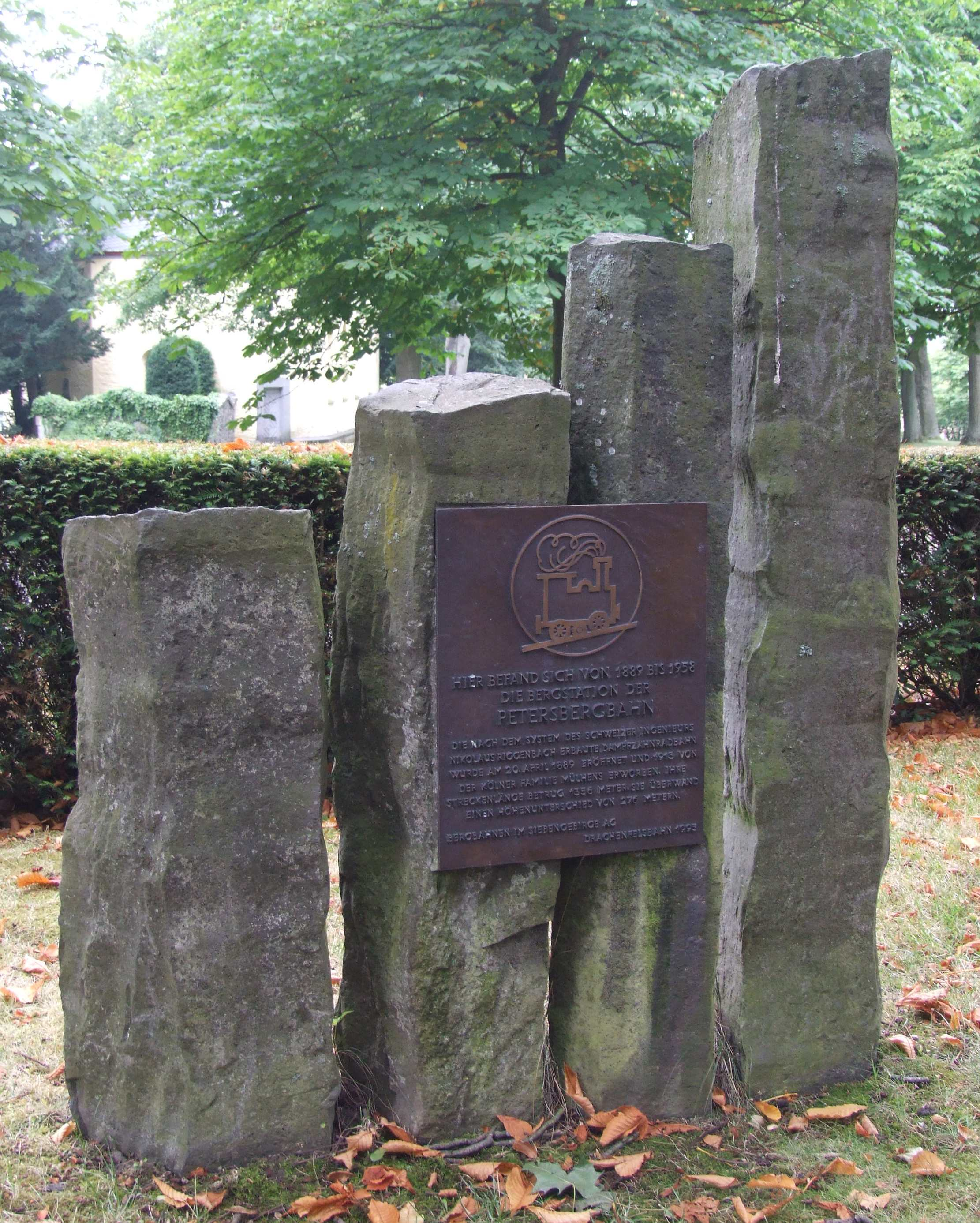
Denkmal der Bergstation

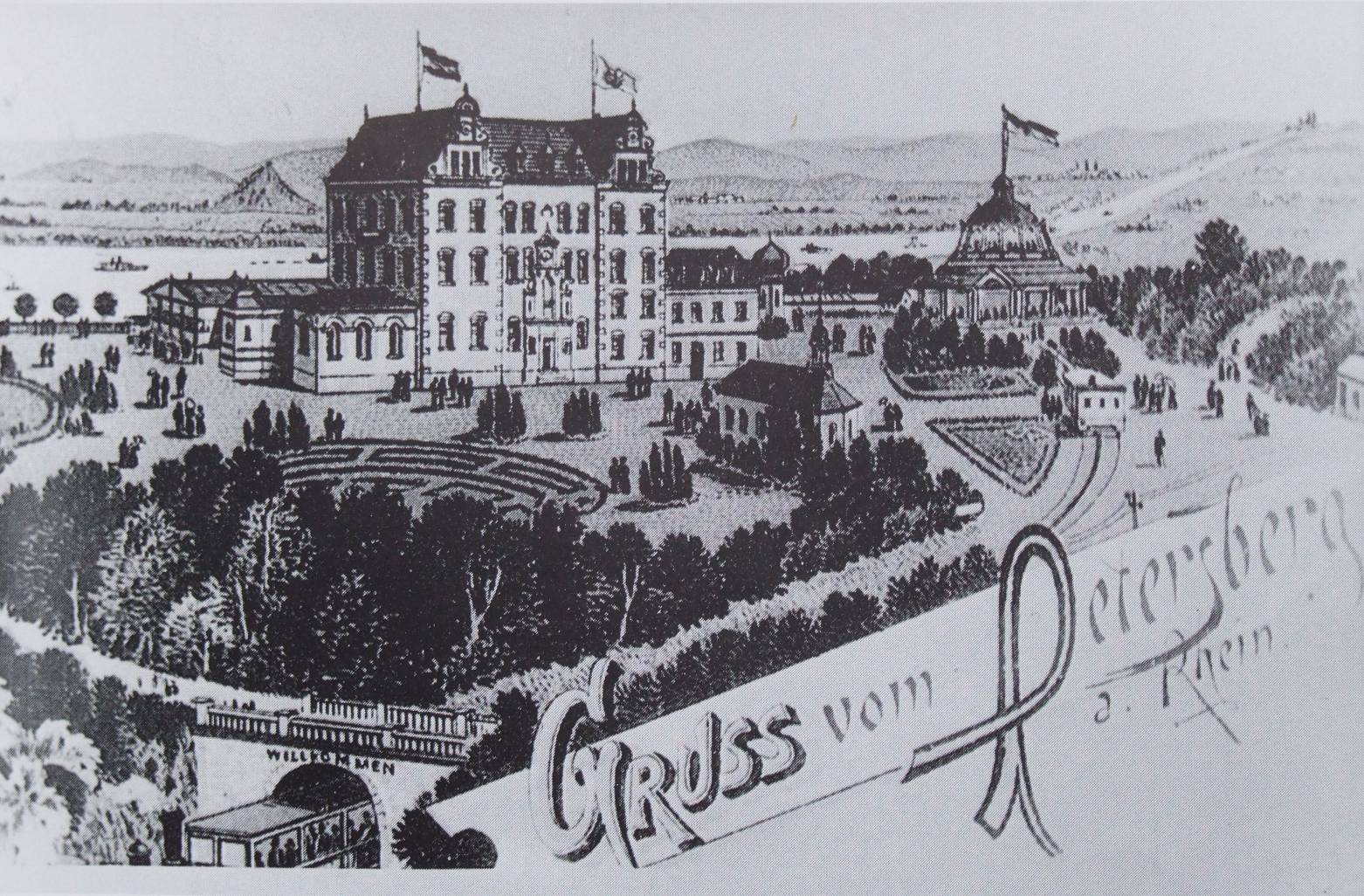
Hotel Nelles auf dem Petersberg mit Bergstation und Vorstellwagen (um 1900)

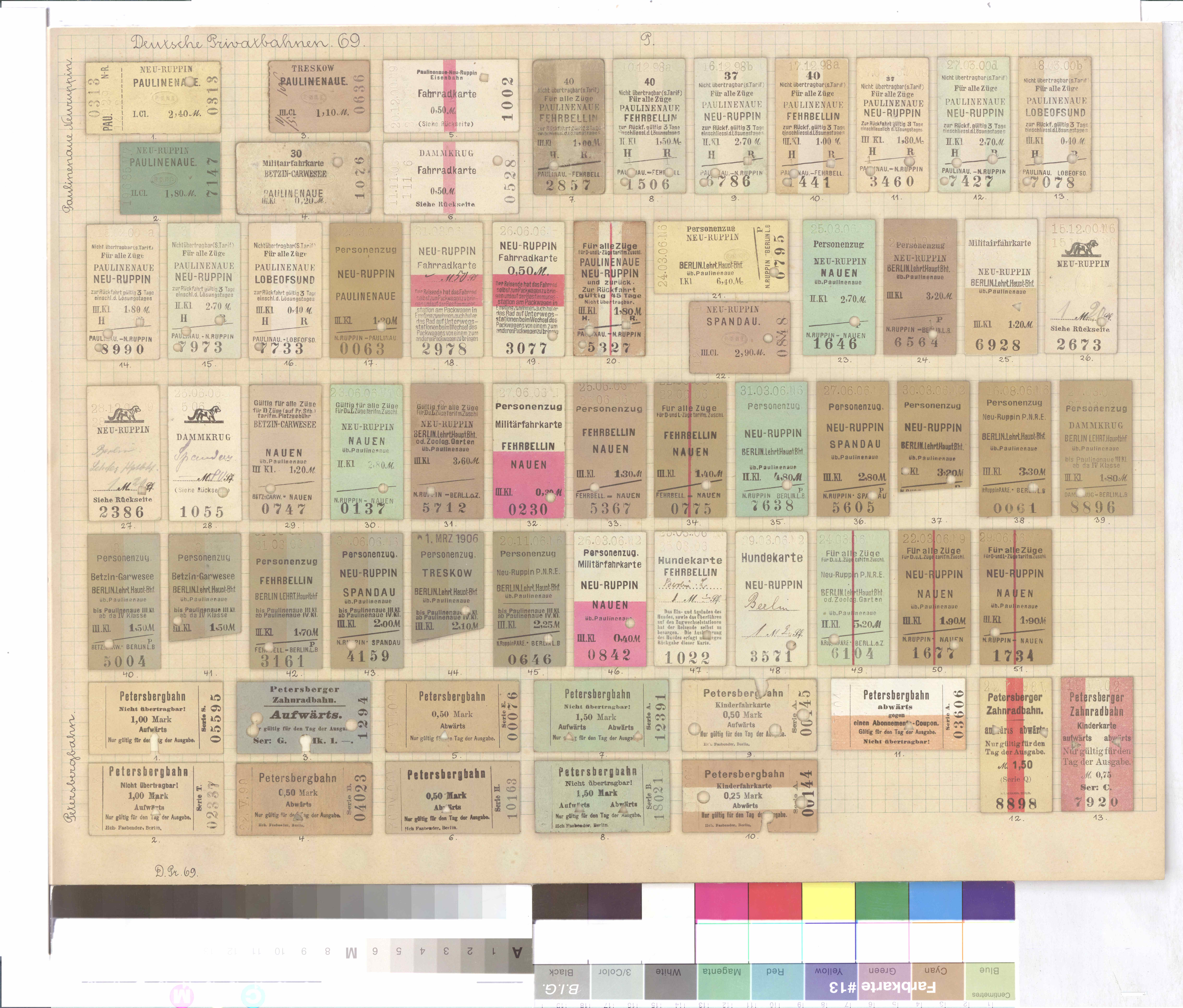
Fahrkarten der Betriebsjahre 1898–1905 (Zeilen 7/8), Stiftung Deutsches Technikmuseum Berlin, Sammlung Fritz Hellmuth (Opernsänger)

Die Petersbergbahn war eine schmalspurige Zahnradbahn, sie verband vom 20. April 1889 bis zum 21. September 1958 Königswinter am Rhein mit dem Gipfel des im Siebengebirge gelegenen Petersbergs.

## Geschichte
Äußerer Anlass war der Bau eines Hotels auf dem Petersberg. Die in Meterspur ausgeführte Bahn hatte nach der Verlängerung zum Staats-Bahnhof Königswinter eine Länge von 1,750 km und überwand Steigungen bis zu 26 %. Wegen dieser extremen Steigung (steilste Zahnradbahn in Deutschland) bekam die Petersbergbahn eine besondere Betriebserlaubnis, da das Zahnstangensystem Riggenbach in Deutschland bei Zahnradbahnen (gilt nicht für Standseilbahnen) nur bis 25 % maximaler Steigung zulässig war und ist. Die Strecke wies auch einen sehr flachen Teil auf, so dass auf diesem kurzen Streckenabschnitt ein Kuppeln der einzelnen Fahrzeuge bei Berg- und Talfahrt erlaubt war. Der Kupplungsbügel wurde jeweils vom Heizer der Zahnradlokomotive bedient. Dieser flache Streckenabschnitt befand sich zwischen dem Tal-Bahnhof und kurz vor der größten Steigung. Wurde die Zahnradbahnlokomotive mit einer Lok von der Drachenfelsbahn getauscht, wurde dieser Kupplungsbügel ausgebaut und bei der neu stationierten Lok eingebaut. Ebenso wurde der vordere Puffer der neuen Zahnradlok um zirka 20 cm nach unten versetzt. Dies geschah deswegen, weil alle Vorstellwagen der Petersbergbahn eine andere Pufferhöhe über der Zahnstange hatten, als jene der Drachenfelsbahn. Die Strecke besaß auf halber Höhe eine Ausweichstelle für die seltenen Zugkreuzungen. Erster Betreiber war die Petersberger Zahnradbahn AG.
1912 erwarb Ferdinand Mülhens, Chef und Inhaber des Hauses 4711 in Köln das Hotel und die Bahn. Unter seiner Leitung wurde die Petersbergbahn verlängert und der Talbahnhof dabei an den Staats-Bahnhof Königswinter verlegt. Schon 1914 genehmigt, verzögerte sich die Ausführung dieses Projekts durch den Ausbruch des Ersten Weltkriegs bis zur Wiederaufnahme der Bauarbeiten im August 1919 und die landespolizeiliche Abnahme Ende März 1921. 1923 fusionierte Mülhens die Petersbergbahn mit der benachbarten Drachenfelsbahn zur Bergbahnen im Siebengebirge AG, nachdem er schon einige Jahre lang Besitzer beider Zahnradbahnen im Siebengebirge war. 1928 wurde auf Höhe des Wartungspunktes Am Dömchen eine feste Fußgängerbrücke über die im Zuge der Verlängerung acht Jahre zuvor tiefergelegte Bahntrasse errichtet.

## Betrieb
Pro Zugfahrt durfte nur ein Vorstellwagen befördert werden, somit bestanden die Zugkompositionen immer aus einer Zahnradlokomotive und einem Personenwagen oder einem Güterwagen.
Im Ersten Weltkrieg verkehrte die Petersbergbahn vom 16. April 1915 bis zum 21. Mai 1920 nicht. An Pfingsten 1929 entgleiste eine Zahnradlokomotive (Lok 1 oder 2) auf der Talfahrt. Als Ursache wurde ein Getriebeschaden vermutet. Dieses wurde allerdings niemals amtlich nachgeprüft. Ab 1929 erfolgte der Betrieb mit Lokomotiven der Drachenfelsbahn, die auf der Straße zur Petersbergbahn überstellt wurden. Während des Zweiten Weltkriegs – im Jahr 1944 – wurde die Petersbergbahn eingestellt. Der Betrieb wurde nach Kriegsende 1947 wieder aufgenommen. Ab dem 3. Oktober 1949 fuhr die Petersbergbahn ausschließlich für Bedienstete der auf dem Petersberg ansässigen Alliierten Hohen Kommission, monatlich waren etwa 500 Fahrten zu leisten. Zirka von 1948 bis um 1953 waren wieder zwei Dampflokomotiven  (Lok 1’’ & Lok 4) gleichzeitig auf der Petersbergbahn stationiert.
Am 21. September 1958 wurde der Betrieb auf der Petersbergbahn eingestellt. Das schwere Unglück auf der benachbarten Drachenfelsbahn eine Woche zuvor hatte entgegen vielen anderslautenden Quellen keinen Einfluss auf die Stilllegung der Petersbergbahn. Die reguläre Betriebseinstellung aus wirtschaftlichen Gründen war ohnehin zum Ende der Saison 1958 geplant. Die örtliche Presse berichtete, dass nach dem Unglück auf der Drachenfelsbahn zahlreiche Ausflügler in den letzten Septembertagen 1958 auf die Petersbergbahn auswichen, der Betrieb also unvermindert weiterging. Die kurz darauf folgende Stilllegung wurde dadurch jedoch nicht verhindert. Bereits ab 1951 wurde durch die Gesellschaft auf der inzwischen ausgebauten windungsreichen Straße ein Busbetrieb eingerichtet.

## Infrastruktur
1919–1920 wurden die Talstation und die Bergstation verlegt, daraus resultierte eine neue Streckenlänge 1750 m. Die Strecke in Richtung Staatsbahnhof wurde um 400 m verlängert, gleichzeitig wurde die Strecke mit der Bergstation um zirka 50 m verlegt, aber nicht verkürzt. Damit verbunden war auch die heute noch gültige Kilometerangabe.
Die Talstation war mit drei Zahnstangenweichen, sowie einer Schiebebühne zur dreigleisige Werkstatt- und Fahrzeughalle ausgerüstet. Es gab eine Ausweichstelle mit zwei Zahnstangenweichen, sowie einer Weichenstellerbude, diese wurde später auf die Drachenfelsbahn umgesetzt, da es ab zirka 1952 keine Zugkreuzungen mehr in der Ausweichstelle gab. Andere Quellen berichten von 1938. Die Bergstation wies eine Weiche mit zwei Stumpfgleisen, plus Bahnsteig auf. Es gab ein kleines Stationsgebäude.
Die Länge der Riggenbach’schen Leiterzahnstangen betrug 3,00 m pro Stück (Hersteller-Standardmaß). Die Sprossen oder Stege der Leiterzahnstangen waren in den Anfangsjahren eingenietet, später eingeschweißt.
Nachdem der ET I bei der Drachenfelsbahn ausgemustert wurde, wurde der Triebwagen im Talbahnhof der Petersbergbahn abgestellt. Später wurde er als Bauwagen weiterverkauft.
Die Gleisanlagen blieben bis etwa Mitte der 1970er-Jahre erhalten, danach wurden sie abgebaut. Erst 1975 wurde die Petersbergbahn auch juristisch stillgelegt, d. h. entwidmet. 1992 wurde der überdachte Bahnsteig in Königswinter abgerissen. Erhalten blieb der dreiständige Lokomotiv- und Wagenschuppen inklusive Portalkran, Wartungsgruben und Zahnstangengleisen an der Grenze zum Areal der ehemaligen Lemmerz-Werke. Außerdem sind Teile des originalen Metallzauns an der Talstation sowie Reste der Wartungsstation Am Dömchen erhalten. Auf dem Petersberg erinnern heute nur noch ein kleines Denkmal auf dem ehemaligen Terrain der Bergstation und die teilweise einseitig noch erhaltene Straßenbrücke am Gipfel an die einstige Bahn.

## Fahrzeugliste

### Dampflokomotiven
| Betriebs-Nr.     | Bauart      | Hersteller | Baujahr | Fabriknummer | Petersbergbahn     | weitere Nutzung                                                                             | Foto |
| ---------------- | ----------- | ---------- | ------- | ------------ | ------------------ | ------------------------------------------------------------------------------------------- | ---- |
| 1 „Königswinter“ | 2/a-n2t     | ME         | 1888    | 2308         | 1888-ca. 1929      | um 1929 verschrottet                                                                        |      |
| 2 „Petersberg“   | 2/a-n2t     | ME         | 1888    | 2309         | 1888-ca. 1929      | nach 1929 verschrottet                                                                      |      |
| 4                | (2)1'/b-h2t | ME         | 1928    | 4220         | 1951–1958 ++1958?  | 1928–1951 Drachenfelsbahn                                                                   |      |
| 5                | (2)1'/b-h2t | ME         | 1926    | 4161         | 19xx-1938          | 1926-19xx Drachenfelsbahn; 1938–1939 Niederwaldbahn, Rüdesheim als „Saar“; 1939–1952 ++1952 |      |
| 1"               | (2)1’/b-h2t | ME         | 1929    | 4225         | 1938?-1958 ++1958? | 1929–1938? Drachenfelsbahn                                                                  |      |

### Vorstellwagen
| Betriebs-Nr. | Nr. (1913) | Bauart | Hersteller | Baujahr | Fabriknummer | Petersbergbahn | weitere Nutzung | Foto |
| ------------ | ---------- | ------ | ---------- | ------- | ------------ | -------------- | --- | ---- |
| 1            | 7          |        | ME         | 1889    |              | 1889–1958      | 1923 Umzeichnung in Nr. 7 der Bergbahnen im Siebengebirge |      |
| 2            | 8          |        | ME         | 1889    |              | 1889–1958      | 1923 Umzeichnung in Nr. 8 der Bergbahnen im Siebengebirge, 1949 Umbau zum geschlossenen Wagenkasten mit Dampfheizung für den Dienstverkehr der Alliierten Hohen Kommission zum Petersberg |      |
|              | ?          |        |            | 1883    |              | 1949–1952      | gleich wie Wagen 8 modernisierter Wagen der Drachenfelsbahn. 1953 Umbau zum ET 1 der Drachenfelsbahn, ex Niederwaldbahn No.3                                                              |      |

### Güterwagen
| Betriebs-Nr. | Bauart          | Hersteller | Baujahr | Fabriknummer | Petersbergbahn | weitere Nutzung                                                                                | Foto |
| ------------ | --------------- | ---------- | ------- | ------------ | -------------- | ---------------------------------------------------------------------------------------------- | ---- |
| (1)          | Niederbordwagen | Eigenbau?  | 1883    | ?            | 1889–1957      | ab 1883 auch bei der Drachenfelsbahn unter anderem als Werkstattwagen i. E.; 2018 i. E. ebenda |      |
| (2)          | Niederbordwagen | ME         | 1889    | ?            | 1889–1958      | 1958 an Drachenfelsbahn als Werkstattwagen?; Verbleib unklar, möglicherweise identisch mit (1) |      |

## Galerie

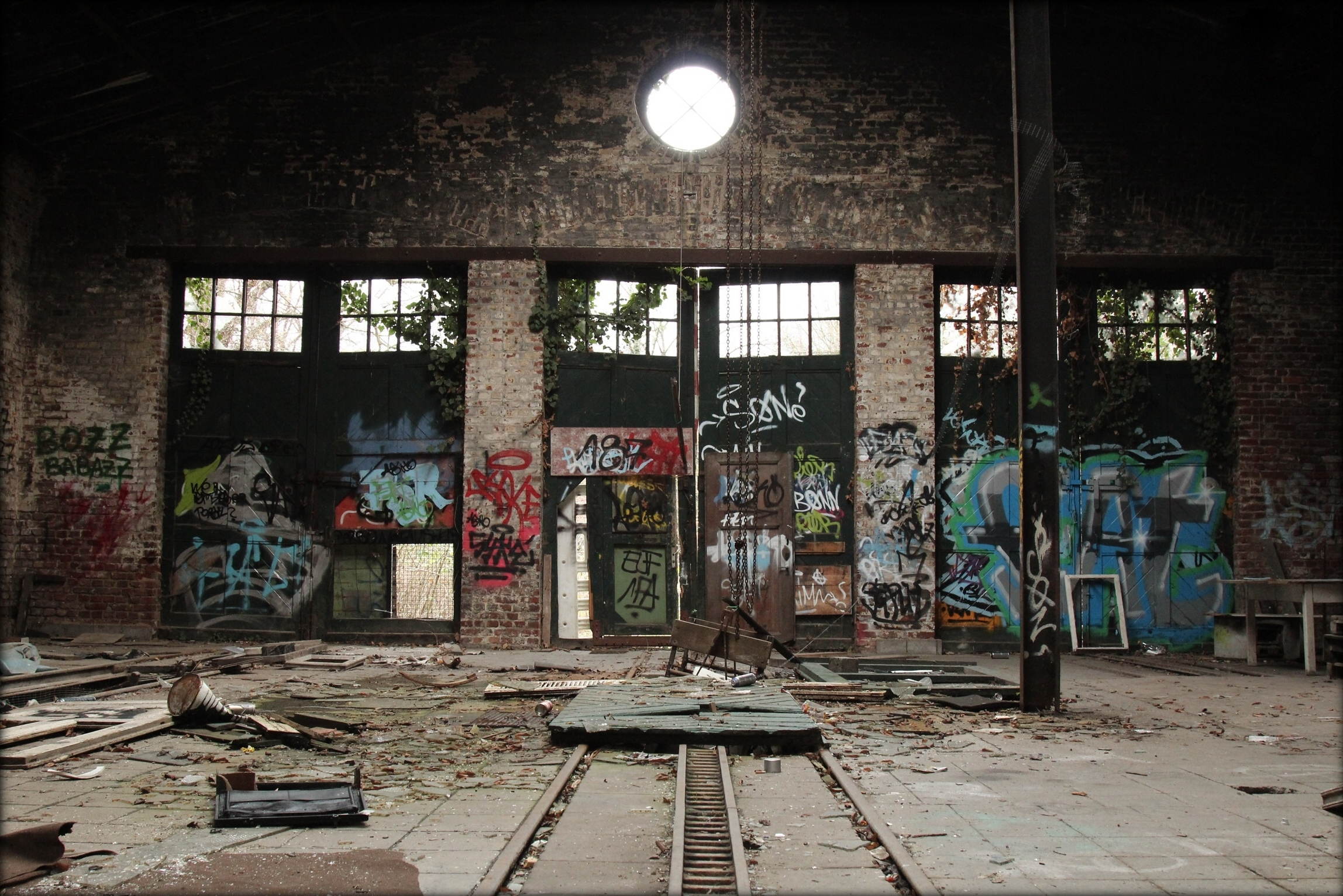
Lokschuppen der Petersbergbahn im Februar 2016.
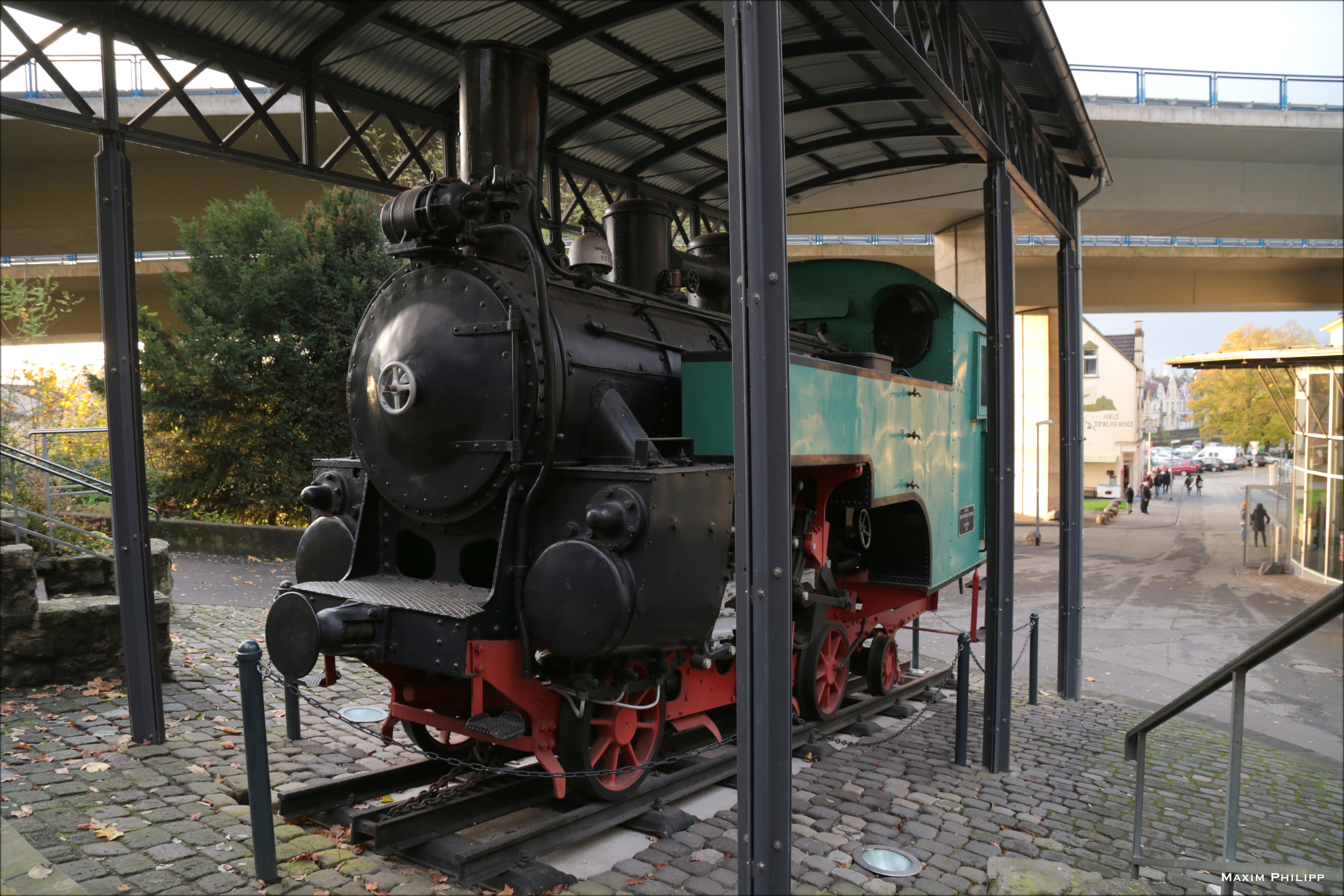
Drachenfelsbahn Lok 2, fast baugleich zu den Petersbergbahn-Maschinen.
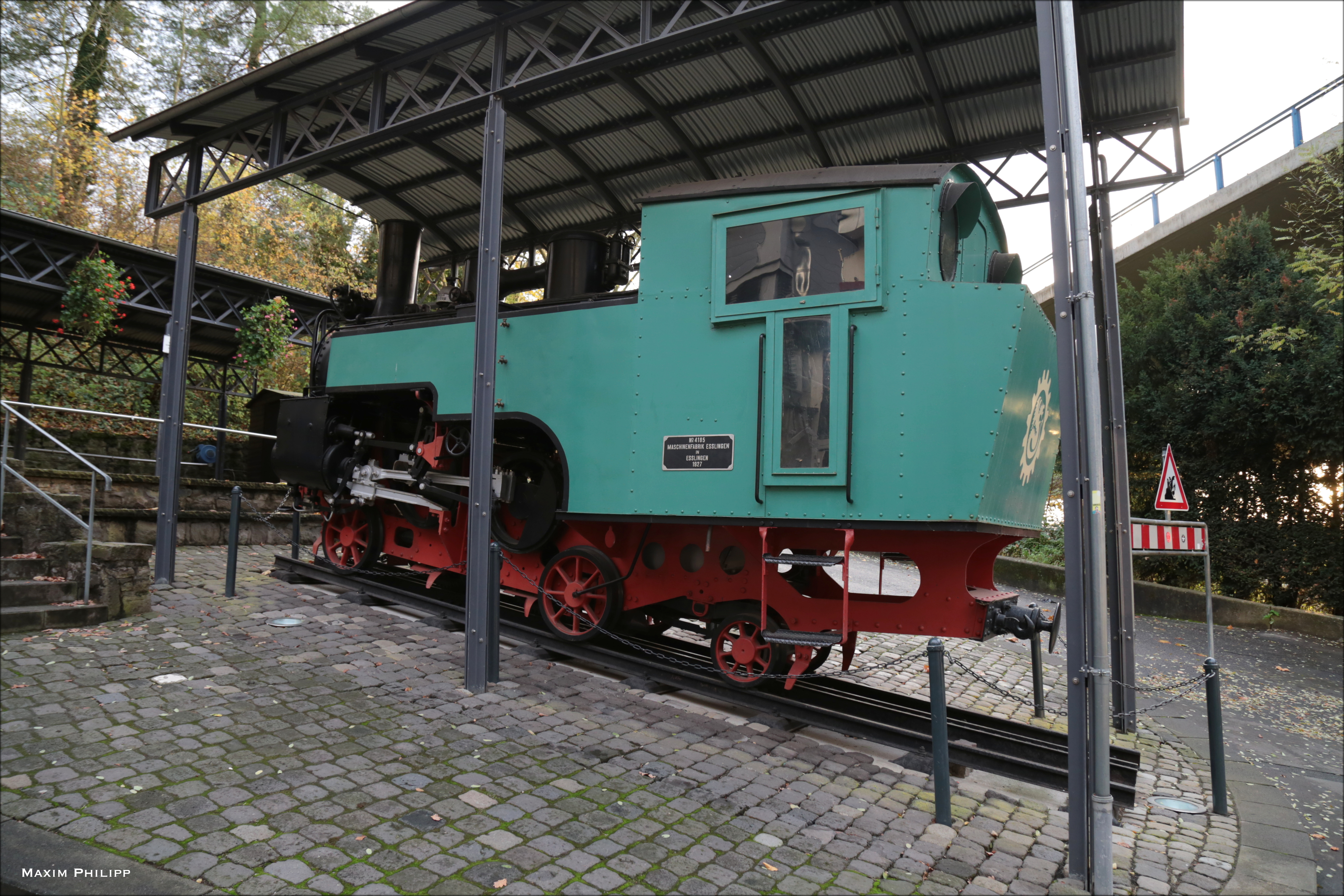
Drachenfelsbahn Lok 2, fast baugleich zu den Petersbergbahn-Maschinen.
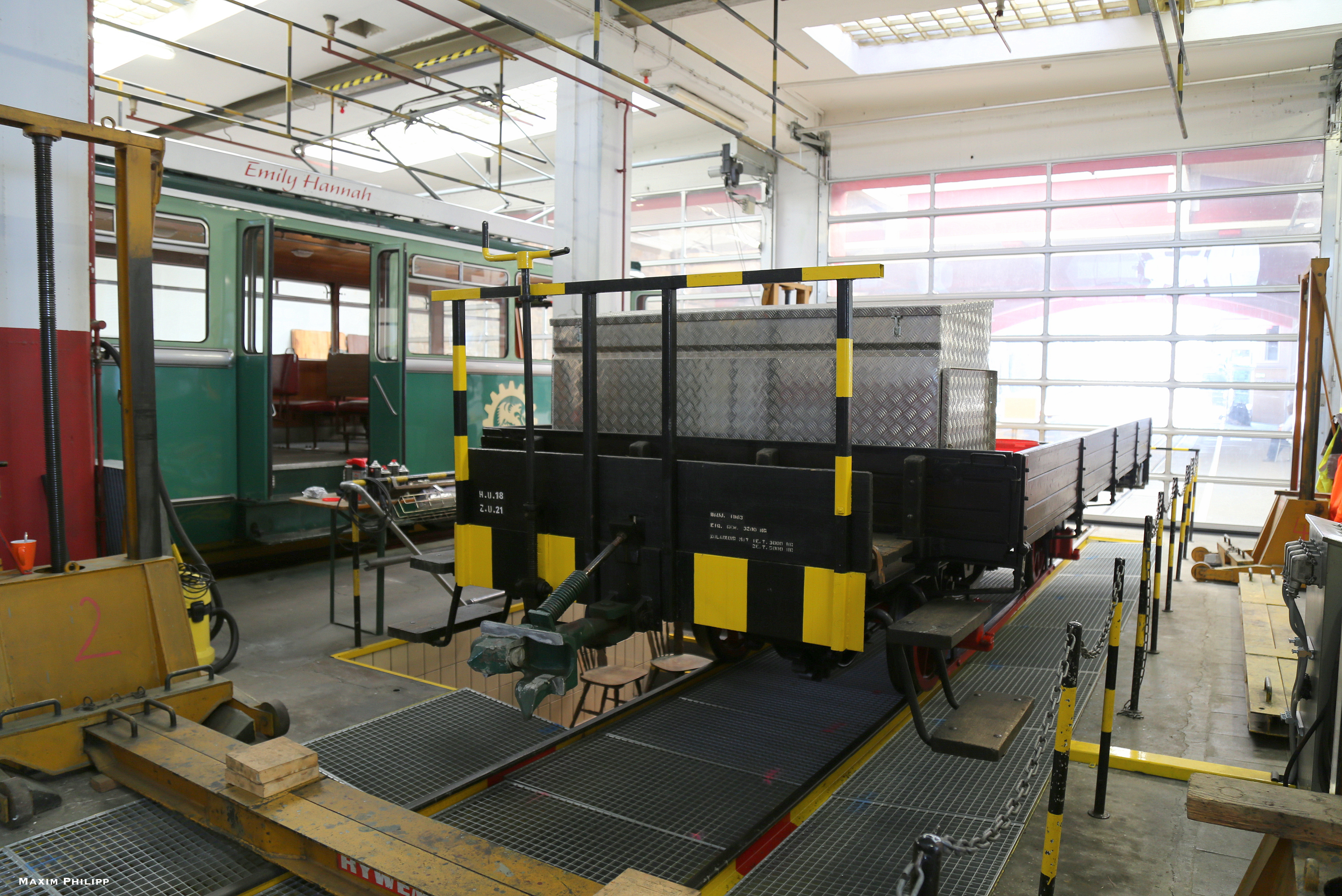
Drachenfels- und Petersbergbahn Niederbordwagen ''1'' (Baujahr 1883, Esslingen a. Neckar)
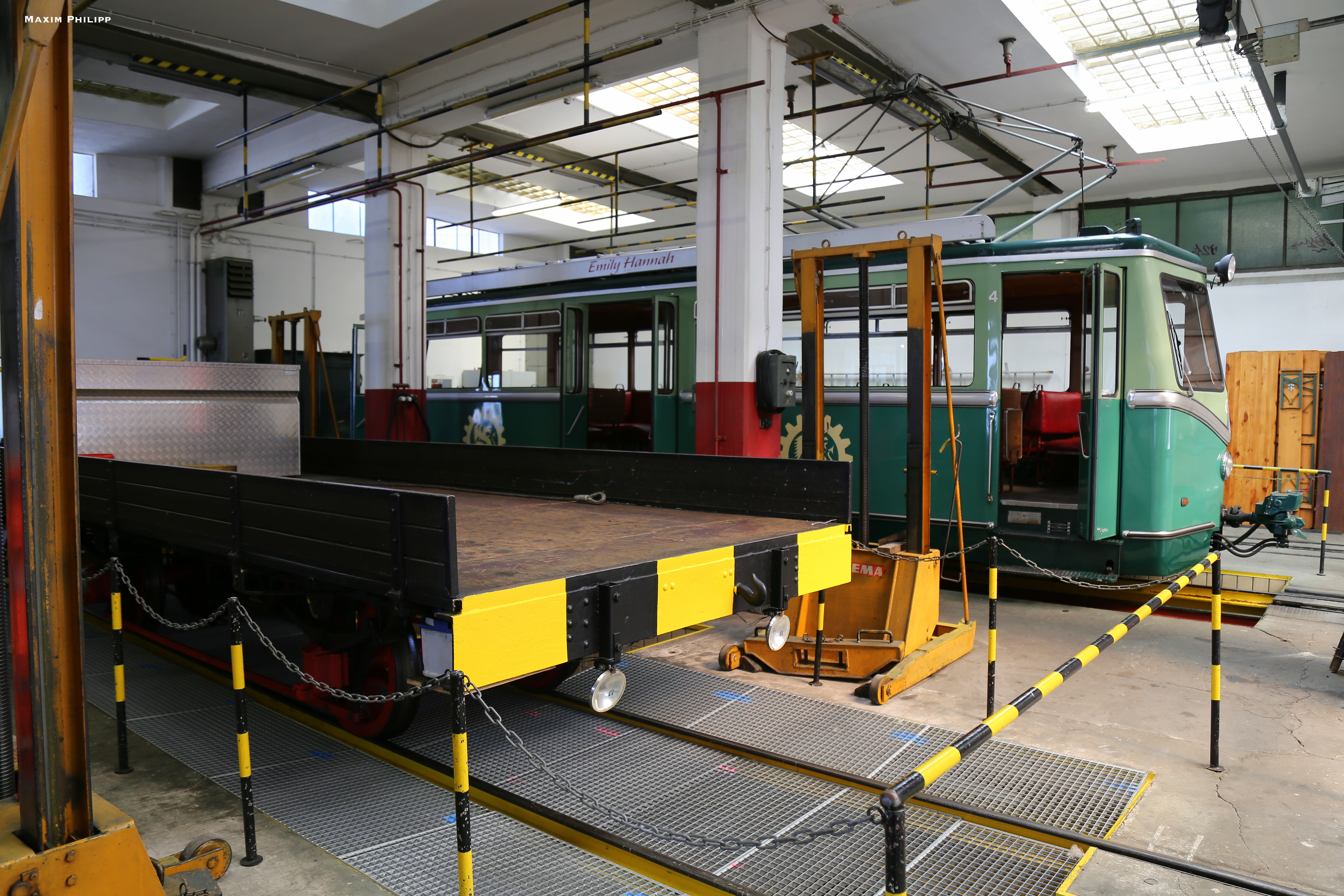
Drachenfels- und Petersbergbahn Niederbordwagen ''1'' (Baujahr 1883, Esslingen a. Neckar)